# Batalla de Shimbra Kure
La batalla de Shimbra Kure ("ciénaga de garbanzos") fue un enfrentamiento en marzo de 1529 entre las fuerzas del Sultanato de Adel dirigidas por el imán Ahmad ibn Ibrihim al-Ghazi, y el ejército etíope de Dawit II (Lebna Dengel), durante la invasión de Abisinia. El ejército de Adel prevaleció, quedando en control del terreno al final de la batalla. Pese a ello, ambos lados padecieron fuertes bajas. A pesar de este éxito y su deseo de capturar y el palacio del emperador en Badeqe, el imán Ahmad tuvo que retirarse para que sus tropas pudieran descansar y no volvió a enfrentare al ejército etíope en dos años.
Algunos autores como Richard Pankhurst atribuyen el éxito somalí a la presencia entre sus fuerzas de una compañía de élite armada con armas de llave de mecha. De ser así, sería la primera vez que se emplearon armas de fuego en una batalla en Etiopía.